# ساندي ألدرسون
ساندي ألدرسون (بالإنجليزية: Sandy Alderson)‏ هو ضابط أمريكي، ولد في 22 نوفمبر 1947 في سياتل في الولايات المتحدة.

## وصلات خارجية
- ساندي ألدرسون على موقع الموسوعة البريطانية (الإنجليزية)